# Pistorinia
Pistorinia es un género con ocho especies de plantas con flores perteneciente a la familia Crassulaceae. Las dos especies están en la península ibérica  Comprende 6 especies descritas y de estas solo 2 aceptadas.

## Descripción
Son herbáceas, anuales. Hojas alternas. Flores pentámeras, en inflorescencia corimbiforme. Corola con pétalos soldados; tubo largo estrecho. Androceo con 10 estambres exertos, 5 opuestos a los pétalos y más cortos que los otros 5 que altenan con ellos. Estilos alcanzando el extremo distal de la corola. Folículos polispermos.

## Taxonomía
El género fue descrito por Augustin Pyrame de Candolle y publicado en  Prodromus Systematis Naturalis Regni Vegetabilis 3: 399. 1828. La especie tipo es: Pistorinia hispanica (L.) DC.
Etimología
Pistorinia: nombre genérico otorgado en honor del  botánico italiano Santiago Pistorini.

## Especies aceptadas
A continuación se brinda un listado de las especies del género Pistorinia aceptadas hasta enero de 2014, ordenadas alfabéticamente. Para cada una se indica el nombre binomial seguido del autor, abreviado según las convenciones y usos. 
- Pistorinia breviflora Boiss. - En el norte de África y en la península ibérica.
- Pistorinia hispanica (L.) DC. -  En el norte de África y en la península ibérica.